# Çokyaşar, Dulkadiroğlu
Çokyaşar là một xã thuộc huyện Dulkadiroğlu, tỉnh Kahramanmaraş, Thổ Nhĩ Kỳ. Dân số thời điểm năm 2010 là 832 người.